# Международная федерация филателии
Междунаро́дная федера́ция филатели́и (МФФ) (фр. Fédération internationale de philatélie, сокращённо FIP) — самая представительная международная ассоциация филателистов, созданная в 1926 году. Ежегодно под патронатом ФИП организуются всемирные и международные филателистические выставки.

## История
Основана 18 июня 1926 года на учредительном конгрессе в Париже. Первоначально Федерация объединяла национальные филателистические федерации нескольких европейских стран. Официальными языками ФИП были английский, испанский, немецкий, русский и французский.
В конце мая 1967 года на 36-м конгрессе ФИП, который состоялся в Амстердаме, в число членов Федерации единогласно было принято и Всесоюзное общество филателистов. По возвращении советской делегации с конгресса председатель Общества Эрнст Кренкель сообщил о включении ВОФ в состав ФИП в одном из филателистических выпусков радиостанции «Маяк»:
Дорогие товарищи! Рад сообщить вам, что наше филателистическое Общество принято в ФИП и теперь является членом международной филателистической организации.
Первым вопросом повестки дня конгресса был отчёт президента господина Бертело о проделанной за год работе, затем доклад ревизионной комиссии о состоянии финансов ФИП. На некоторых незначительных изменениях устава я останавливаться не буду. Тревогу внушило сообщение о возрастающем количестве подделок марок, в особенности за старые годы. Последним вопросом был приём в международную филателистическую организацию новых стран, заявивших о своем желании вступить в ФИП. Обсуждение происходило в отсутствие представителей страны-заявительницы. <...>
Наше Общество было принято единогласно! Президент ФИП Бертело произнёс небольшую речь и поздравил с вступлением в ФИП. После этого нас попросили рассказать о Всесоюзном обществе филателистов, наших задачах и целях.
Что нам даёт участие в ФИПе?
Теперь наши филателисты смогут принять самое активное участие в международной филателистической жизни, участвовать в конгрессах ФИП и международных выставках.
Союз филателистов России входит в Федерацию с 1993 года.
К 1987 году, когда ФИП уже отметила своё 60-летие, в её рядах насчитывалось более 60 национальных объединений филателистов; ещё через десять лет её членами были организации из 75 стран мира. По состоянию на 2010 год, ФИП объединяла национальные филателистические союзы из 87 стран мира, а также три континентальные федерации на правах ассоциированного члена.

Обложка журнала «Филателия» № 7 за 2001 год, посвящённого 75-летнему юбилею ФИП. Сопроводительный текст гласит: «75-летие Международной федерации филателии (ФИП) отмечено выпуском новой российской почтовой марки (изображена на обложке). Сегодня эта авторитетная организация объединяет более 80 национальных союзов филателистов. Коллекционеры нашей страны стали членами ФИП в 1967 году. Художник юбилейной марки — Сергей Сухарев»

Международные филателистические выставки, организованные под эгидой ФИП, проводятся начиная с 1927 года. В России первая Всемирная филателистическая выставка «Москва-1997» под патронатом ФИП прошла в 1997 году.

## Описание
Высшим органом ФИП является Конгресс, собирающийся ежегодно в столицах или крупных городах государств — членов Федерации. На конгрессах рассматриваются отчёты о деятельности правления и отдельных комиссий, вопросы организации всемирных и международных выставок, организуемых под патронатом ФИП, определяется их регламент, вносятся изменения в устав и решаются другие вопросы, связанные с деятельностю ФИП. В период между конгрессами ФИП организацией руководит правление, избираемое на четырёхлетний срок. Для координации текущей деятельности ФИП создан секретариат, юридическое местопребывание которого устанавливается Конгрессом ФИП. В настоящее время секретариат расположен в Цюрихе (Швейцария).

## Задачи
Основные задачи ФИП включают:
- Содействие развитию филателии во всех её специальных отраслях в международном масштабе.
- Установление и развитие дружеских связей и сотрудничества филателистов разных стран для укрепления мира и дружбы между народами.
- Разработка положений для различных областей филателистической деятельности.
- Установление связей с почтовыми администрациями, а также с национальными и международными организациями, которые заинтересованы в развитии филателии.
- Поддержка организуемых членами федерации мероприятий, служащих развитию филателии, в том числе проводимых международных выставок.

## Комиссии
В настоящее время в ФИП функционируют одиннадцать комиссий, осуществляющих деятельность федерации по следующим направлениям:
- аэрофилателия,
- астрофилателия,
- борьба с фальсификатами и экспертиза,
- максимафилия,
- филателистическая литература,
- история почты,
- цельные вещи,
- тематическая филателия,
- традиционная филателия,
- ревеню,
- юношеская филателия.

## Печатный орган
Официальный печатный орган федерации — журнал «Флэш» (англ. «Flash»), выходящий четыре раза в год.

## Президенты
Ниже перечисляются некоторые президенты ФИП:
- Л. Бертело (1956 — 13 сентября 1971)[9]
- Леон Пютц (Люксембург; 13 сентября 1971 — ?)[9]
- Ладислав Дворжачек (чеш. Ladislav Dvořáček, ЧССР, 1980-е; одновременно являлся председателем Федерации чехословацких филателистов)[10]
- Д. Джатия (Индия; 13 мая 1990 — ?)[11]
- Кнуд Мор (Дания; 1998 — 11 августа 2002)[12]
- Ко Сеоу Чуан (Сингапур; 11 августа 2002 — ?)[12]
- Джозеф Вольф (Люксембург; ? — 10 октября 2010)[13]
- Тей Пенг Хиан (Сингапур; с 10 октября 2010)[13]